# Imeľ
Imeľ (Hongaars:Ímely) is een Slowaakse gemeente in de regio Nitra, en maakt deel uit van het district Komárno.

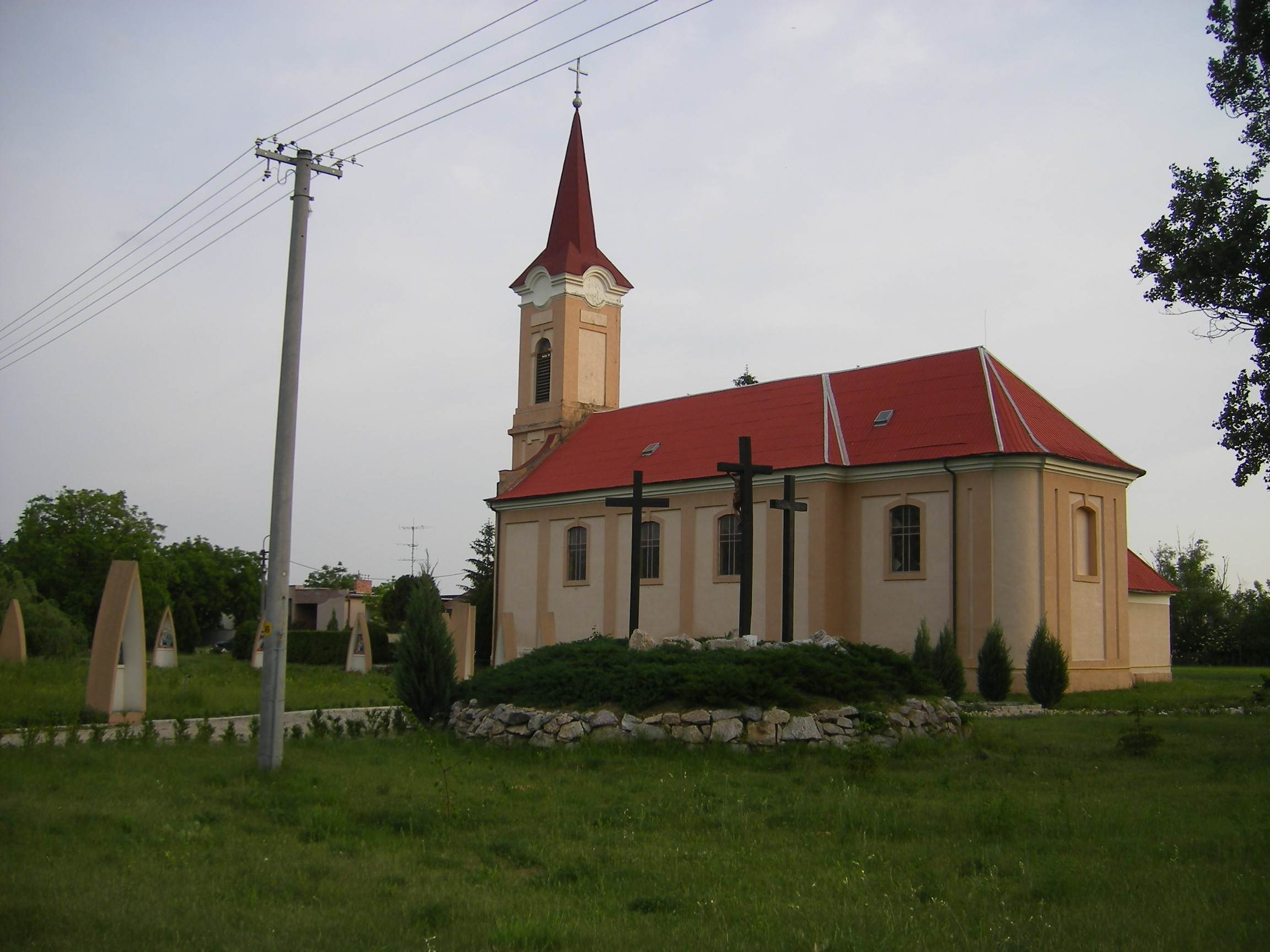
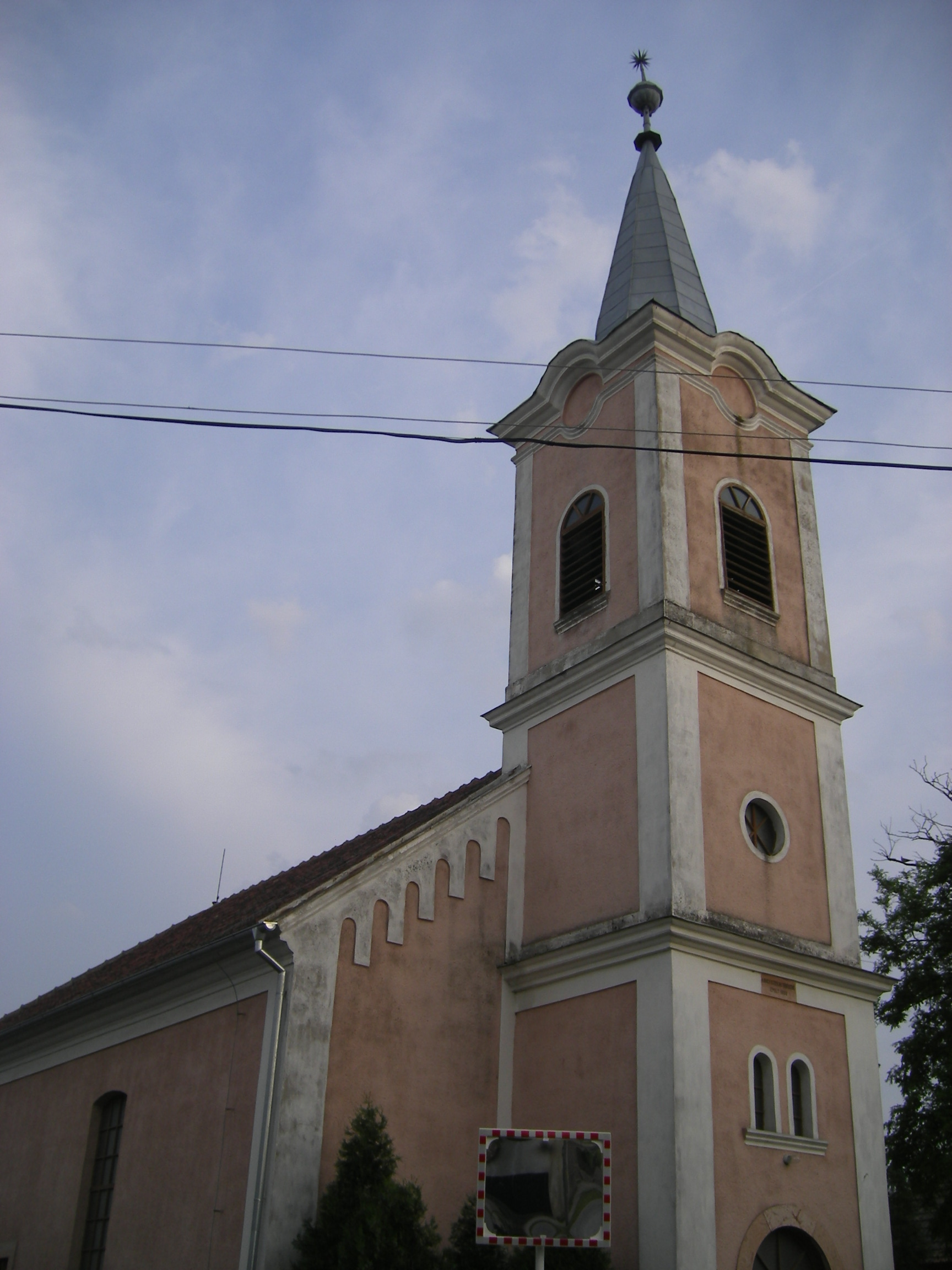
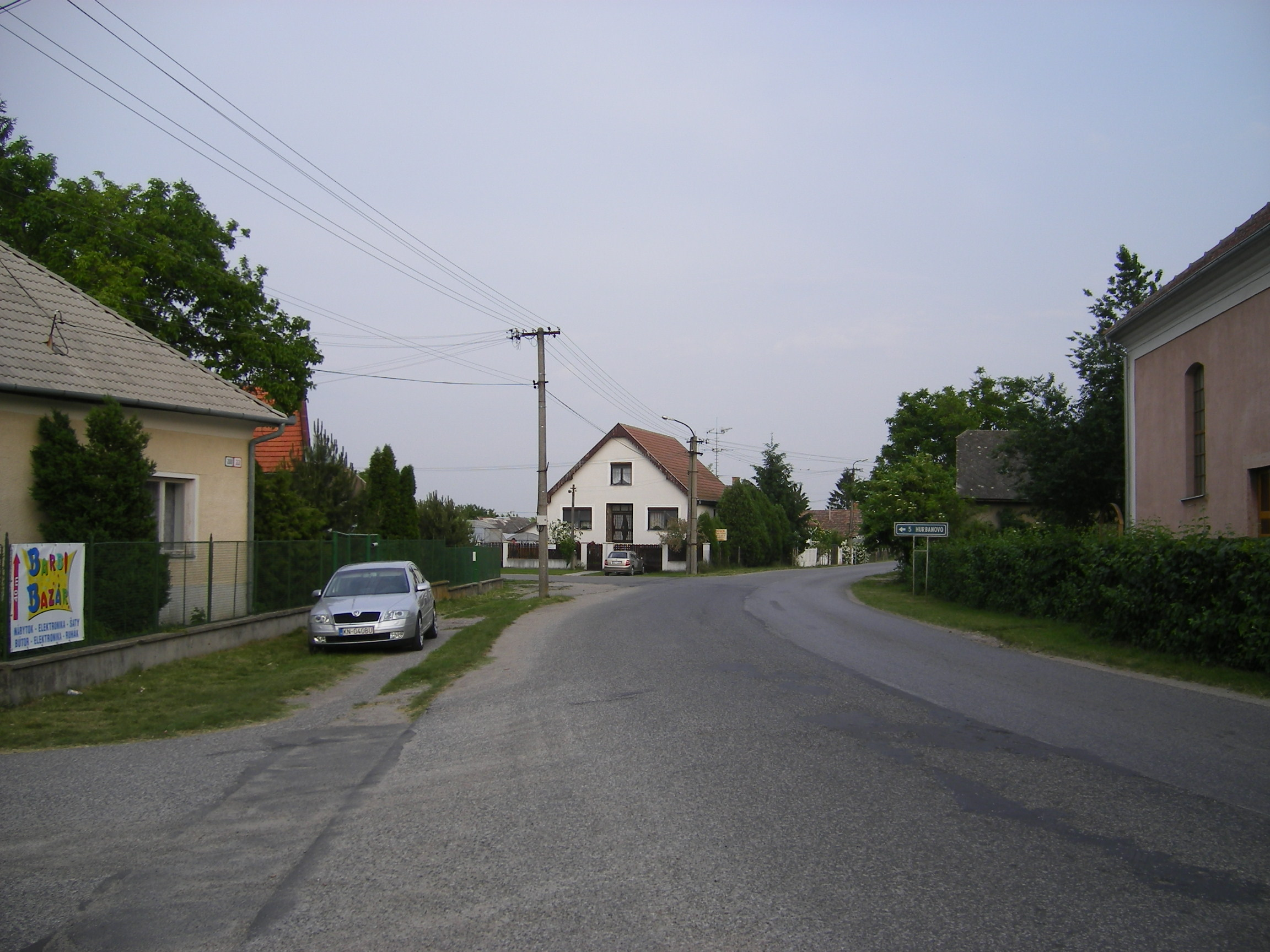
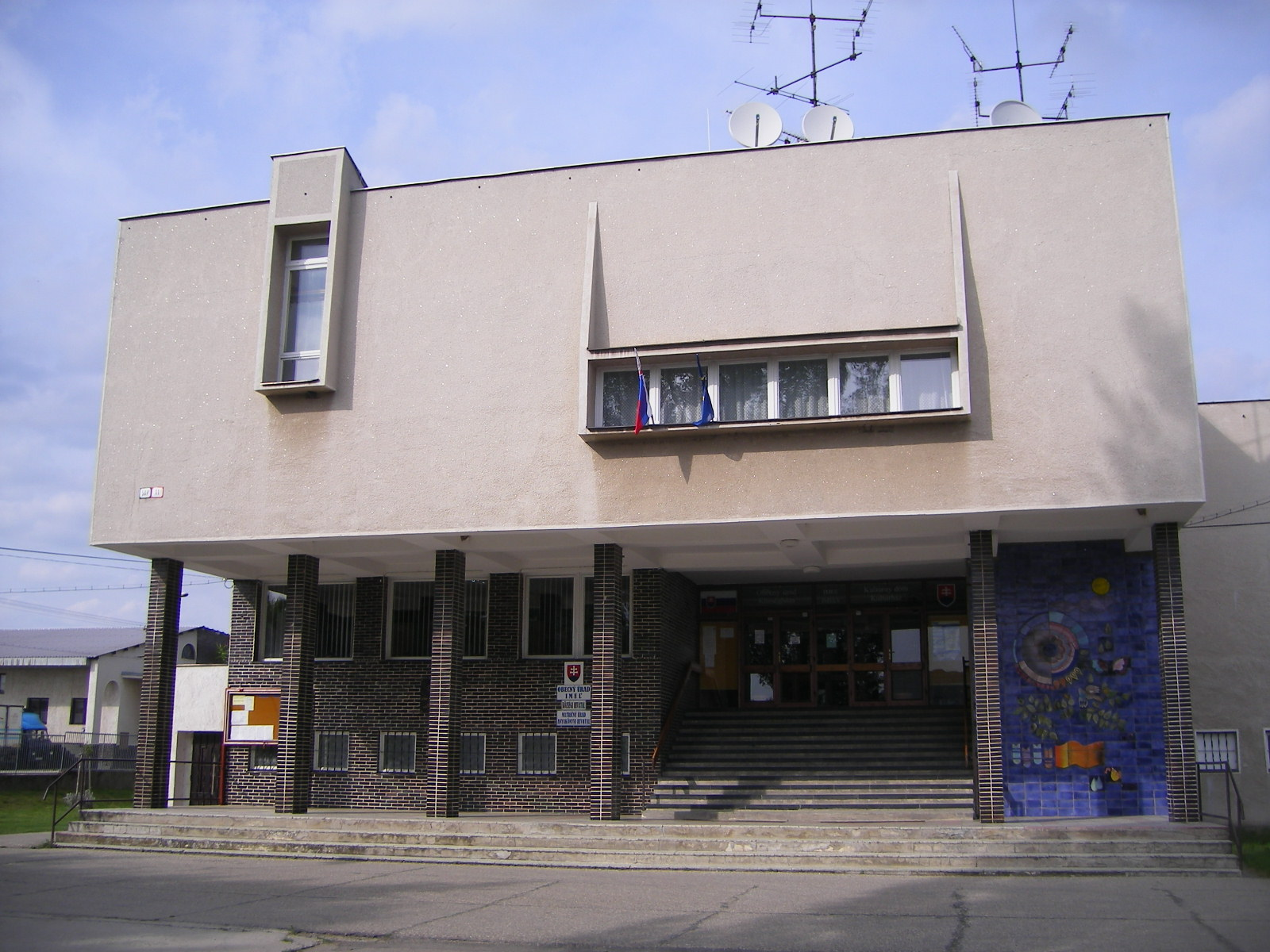
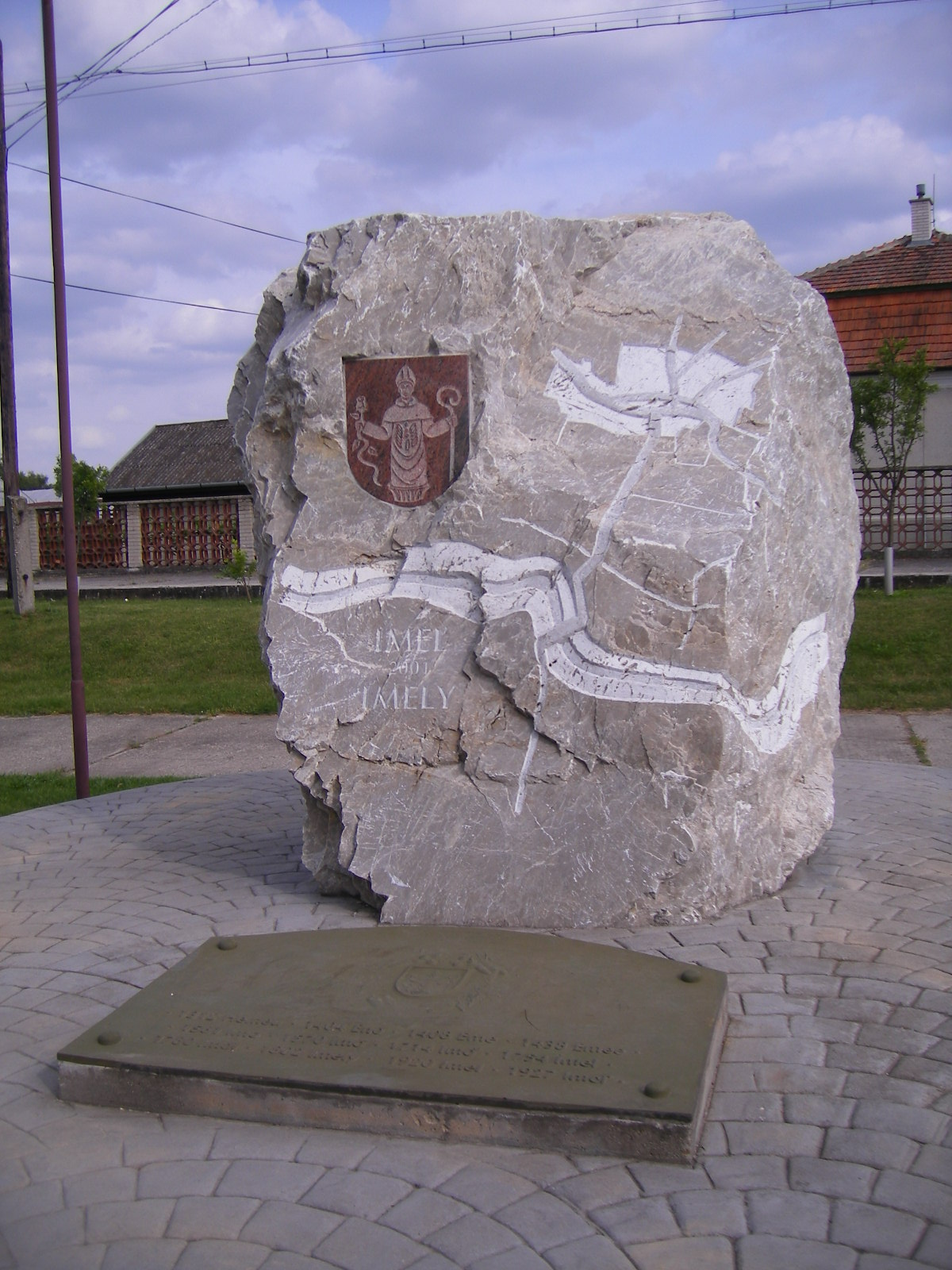

Imeľ telt 2152 inwoners.